# Palazzo Majorana
Palazzo Majorana è un edificio di valore storico e architettonico di Napoli, ubicato in via Carlo De Cesare nel quartiere di San Ferdinando.
L'edificio, come riportato su di un'iscrizione al di sopra del portale, fu costruito nel 1754 per volontà di Gaetano Majorana, in arte Caffarelli, uno dei più famosi cantanti evirati del tempo. Il progetto viene attribuito a Ferdinando Sanfelice che realizzò il portale in piperno, incorniciato tra lesene, con arco a tutto sesto, la cui cornice superiore ha funzione di sostegno del piano superiore e funge da balcone del piano nobile; all'interno, invece, s'innalza una scala a singola rampa con volte a crociera.
Il cartiglio che sul portale reca l'iscrizione  "Amphyon Thebas, Ego Domum" per sottolineare che come Anfione eresse le mura di Tebe con il suono del flauto, Majorana costruì il suo palazzo col valore della sua voce. Una leggenda napoletana aggiunge che qualcuno avrebbe appeso sotto tale iscrizione un cartello con la seguente scritta "ille cum, tu sine" (lui con, tu senza) in riferimento al fatto che il Caffarelli era un castrato.